# Amelora anthracocentra
Amelora anthracocentra är en fjärilsart som beskrevs av Turner 1947. Amelora anthracocentra ingår i släktet Amelora och familjen mätare. Inga underarter finns listade i Catalogue of Life.